# Danny Guijt
Danny Guijt (Leiden, 7 februari 1981) is een Nederlands voormalig betaald voetballer die als middenvelder speelde. 
In het seizoen 2000/2001 debuteert Danny Guijt in het betaalde voetbal bij TOP Oss na bij de amateurs van Katwijk te zijn begonnen. Na vier seizoenen wil Guijt hogerop en vertrekt naar RBC Roosendaal om zo in de eredivisie te kunnen spelen. Het tweede seizoen bij de club uit Roosendaal loopt voor de middenvelder uit op een teleurstelling. Mede door blessureleed komt Guijt tot slechts drie optredens in de competitie. Daarnaast degradeert RBC Roosendaal ook nog eens, waardoor de voetballer uit Katwijk opnieuw in de eerste divisie moet uitkomen. Mede door zijn goede prestaties in het seizoen 2006/2007 staat Danny Guijt inmiddels in de belangstelling van diverse clubs uit de eredivisie. Vanaf het seizoen 2008/2009 komt Guijt te spelen voor SC Cambuur Leeuwarden. Guijt tekende een contract in Leeuwarden tot 2011. Hij tekende in juni 2011 een tweejarig contract bij Willem II, dat hem transfervrij overnam van SC Cambuur. Tussen 2013 en 2016 speelde hij voor het eerste van Katwijk en ging daarna naar een lager team. Guijt is werkzaam in een verfgroothandel.

## Clubstatistieken
| Seizoen | Club                  | Competitie     | Duels | Goals |
| ------- | --------------------- | -------------- | ----- | ----- |
| 2000/01 | TOP Oss               | Eerste divisie | 26    | 3     |
| 2001/02 | TOP Oss               | Eerste divisie | 32    | 1     |
| 2002/03 | TOP Oss               | Eerste divisie | 32    | 10    |
| 2003/04 | TOP Oss               | Eerste divisie | 36    | 12    |
| 2004/05 | RBC Roosendaal        | Eredivisie     | 30    | 3     |
| 2005/06 | RBC Roosendaal        | Eredivisie     | 3     | 0     |
| 2006/07 | RBC Roosendaal        | Eerste divisie | 34    | 15    |
| 2007/08 | RBC Roosendaal        | Eerste divisie | 35    | 3     |
| 2008/09 | SC Cambuur Leeuwarden | Eerste divisie | 36    | 6     |
| 2009/10 | SC Cambuur            | Eerste divisie | 33    | 5     |
| 2010/11 | SC Cambuur            | Eerste divisie | 31    | 1     |
| 2011/12 | Willem II             | Eerste divisie | 27    | 7     |
| 2012/13 | Willem II             | Eredivisie     | 21    | 1     |
| Totaal  | Totaal                | Totaal         | 375   | 67    |

## Trivia
Danny Guijt is de zoon van de inmiddels overleden oud-profvoetballer en amateurtrainer Kees Guijt. Hij is via de vaderskant van Kees Guijt neef van oud-doelman Edwin van der Sar.